# Союз українців у Великій Британії
Союз українців у Великій Британії (СУБ) — найстаріша українська громадська установа у Великій Британії (центр у Лондоні).

## Історія
Заснована у 1945—1946 рр. українцями з польської армії. Офіційний акт заснування відбувся 19 січня 1946 року. Діяльність СУБ: культурно-освітня, видавнича, харитативна, зовнішньо-інформативна, господарська та репрезентативна перед британською владою. Формальна основа СУБ — «Чаріті Акт 1947» і «Акт про Спілки 1948». Законодавчими і керівними органами СУБ є загальні збори, рада і її президія та головна управа. З 1950-х років СУБ перебуває під впливами ОУН.
СУБ діє через автономні секції, ради і постійні комісії, а поза Лондоном існують відділи (1976 — 67) та осередки (11); секції СУБ: Організація Українських Жінок (ОУЖ; з 1948 — 32 гуртки з 1 755 чол.), Спілка Українських Вчителів і Виховників (СУВВ; з 1954, нараховує 199 вчителів, керує навчанням 39 шкіл українознавства з близько 2 000 учнями), бібліотека і Музей ім. Т. Шевченка (з 1961); комісії КоДУС, Фонд Української Дитини, культурно-освітня тощо. СУБ є власником трьох будинків у Лондоні, 55 домів по відділах, 22 концертових заль і 2 осель для непрацездатних та пенсіонерів; у Лондоні діє книгарня. У 1948 — 49 СУБ нараховував близько 20 000 чол., 1955 лише (гол. через еміграцію українців до ін. країн) — понад 10 000, 1977 — близько 5000. СУБ видає періодично газету і журнал — тижневик «Українська Думка» (з 1947), англомовний квартальник «The Ukrainian Review» (з 1954), дитячий журнал «Юні Друзі» (з 1956); видав близько 30 книжок. З 1949 під патронатом СУБ діють хор «Гомін» і танцювальний ансамбль «Орлик»; інші групи мистецької самодіяльности — близько 40.
Почесним головою СУБ був Гетьманич Данило Скоропадський († 1957), гол.: Микита Бура, Богдан Панчук, Осип Фундак, Володимир Лісевич, Дмитро Левицький, Михайло Білий-Карпинець, Ярослав Гаврилів, Роберт Лісовський і Володимир Василенко (з 1969); секретарі: Михайло Опаренко, Юрій Єнкала, Теодор Данилів, Євген Бірчак, Богдан Тарнавський, Теодор Кудлик, Ілля Дмитрів і Святомир Фостун (з 1964).

## У XXI ст

Картка вступу

На початку XXI ст. Союз українців у Великій Британії (СУБ) є корпоративним членом Української Всесвітньої Координаційної Ради, Світового Конґресу Українців, Світової Конфедерації Українських Державницьких Організацій, Європейського Конгресу Українців (голова мгр Левко Довгович, Кошиці, Словацька Республіка, Лондон, Велика Британія), Українського Крайового Патріярхального Об'єднання (Лондон, Велика Британія).
Структурно Союз українців у Великій Британії (СУБ) включає секції: Бібліотеку і Музей ім. Тараса Шевченка, Комісію Допомоги Українському Студентству, Організацію Українських Жінок у Великій Британії та Спілку Українських Учителів і Виховників. Корпоративними членами СУБ є: Об'єднання колишніх Вояків Українців у Великій Британії, Спілка Української Молоді у Великій Британії, Українська Інформаційна Служба та Кооперативна Спілка «Нова Фортуна». Отже СУБ представляє практично весь спектр українства у Великій Британії.
Програма діяльності СУБ зобов'язує до плекання української культури й традицій, до інформування про життя українців у Великій Британії, Україні, у світі в цілому, до друкування газет, книжок, обіжників, періодичних видань, до заснування і опіку бібліотеками, до влаштування вистав, експозицій, курсів, конференцій, концертів, товариських зустрічей. Базується вся ця діяльність на доброчинності.
Союз українців у Великій Британії тривалий час був і залишається по суті громадським представництвом Українського народу на теренах Великої Британії. Територіально відділи СУБ (а це 12 і більше членів) є в 48 містах, а осередки (менше 12 членів) ще у 12 містах країни. Бібліотеки, канцелярії тощо розміщуються в Домах СУБ.
Друкований орган СУБ — тижневик «Українська думка». Крім того, виходить «Календар Українця у Великій Британії», працює книгарня СУБ, українські пенсіонери користуються оселею «Сиденгирст», яка розташована в графстві Саррей, для потреб студентів функціонує студентський гуртожиток СУБ. У 14 містах діють школи українознавства, в яких навчається загалом близько 400 слухачів. Комісія допомоги українському студентству (заснована у 1948 р.)опікується також стажуваннями науковців з України, має осередок українських студій у Лондоні.
Такий загальний «портрет» Союзу українців у Великій Британії. А діяльність Союзу виходить далеко за рами власне Великої Британії. Членів СУБ можна зустріти на конференціях і різних заходах в країнах Європи, Америки, в Україні і цілому світі. Широко відомі допомогові акції СУБ — головно для студентів, молодіжним і ветеранським організаціям — головним чином для українства у Європі і Україні.
Секції СУБ та корпоративні організації функціонують автономно, але часто координуються при здійсненні конкретних заходів.

## Допомога Україні
У 2022 році організація спрямувала 1,3 мільйона євро для потреб благодійної організації Карітас України.